# Річі Барнетт
Річі Барнетт (англ. Richie Burnett; нар. 7 лютого 1967)  — валлійський професійний гравець в дартс. Чемпіон світу (BDO) з дартсу (1995).

## Кар'єра
Першу перемогу у професійних турнірах Річі Барнетт здобув у 1985 році. Титул чемпіона світу BDO він здобув на своєму дебютному чемпіонаті. Починаючи з 1997 року Барнетт розпочав брати участь в турнірах PDC. У 2001 році вперше брав участь в чемпіонаті світу PDC.